# 女神大桥
女神大桥是位于日本长崎县长崎市的一座斜拉桥，于2005年12月11日正式开通，大桥全长1,289米，跨越长崎湾内的长崎港水道，连接大滨町与新户町。该桥以其优雅的展翼外形赢得了“维纳斯之翼”的爱称，成为长崎市的地标建筑。

## 设计
女神大桥为三跨连续梁钢斜拉桥，主桥长880米，跨径布置为200+480+200米，其中主跨480米，是日本国内主跨长度排名第六的斜拉桥；H型桥塔高170米；桥下通航净高65米。

## 道路
该桥是长崎县道51号长崎南环状线和临港道路女神大桥线的组成部分，桥面中间为双向四车道（宽度3.25米×4），两侧各设有一条人行道（宽度3米×2），其中道路设计车速为60千米/小时。
大桥对车辆通行实施收费，收费标准为：
- 普通车辆、中型车辆、轻型汽车等：100日元
- 大型车辆：150日元
- 特大型车辆：300日元